# Аллегені Тауншип (округ Вестморленд, Пенсільванія)
Аллегені Тауншип (англ. Allegheny Township) — селище (англ. township) в США, в окрузі Вестморленд штату Пенсільванія. Населення — 8328 осіб (2020).

## Демографія
Згідно з переписом 2010 року, у селищі мешкали 8164 особи в 3316 домогосподарствах у складі 2450 родин. Було 3541 помешкання
Расовий склад населення:
| - 97,7 % — білих - 0,9 % — чорних або афроамериканців - 0,1 % — корінних американців - 0,1 % — азіатів |

До двох чи більше рас належало 1,0 %. Частка іспаномовних становила 0,4 % від усіх жителів.
За віковим діапазоном населення розподілялося таким чином: 20,6 % — особи молодші 18 років, 62,4 % — особи у віці 18—64 років, 17,0 % — особи у віці 65 років та старші. Медіана віку мешканця становила 46,1 року. На 100 осіб жіночої статі у селищі припадало 98,7 чоловіків;  на 100 жінок у віці від 18 років та старших — 95,7 чоловіків також старших 18 років.
Середній дохід на одне домашнє господарство  становив 75 393 долари США (медіана — 55 000), а середній дохід на одну сім'ю — 88 449 доларів (медіана — 72 917). Медіана доходів становила 61 658 доларів для чоловіків та 38 266 доларів для жінок. За межею бідності перебувало 9,0 % осіб, у тому числі 8,9 % дітей у віці до 18 років та 6,4 % осіб у віці 65 років та старших.
Цивільне працевлаштоване населення становило 3919 осіб. Основні галузі зайнятості: освіта, охорона здоров'я та соціальна допомога — 23,8 %, виробництво — 21,7 %, роздрібна торгівля — 14,5 %, фінанси, страхування та нерухомість — 8,4 %.